# Bordj Menaïel (distrito)
Bordj Menaïel é um distrito localizado na província de Boumerdès, Argélia, e cuja capital é a cidade de mesmo nome, Bordj Menaïel.[carece de fontes?]

## Municípios
O distrito está dividido em cinco municípios:
- Bordj Menaïel
- Djinet
- Legata
- Zemmouri
- Ouled Aïssa